# 网萼母草
网萼母草（学名：Lindernia dictyophora）为玄参科母草属下的一个种。